# II. třída okresu Trutnov
II. třída okresu Trutnov (Okresní přebor II. třídy) patří společně s ostatními druhými třídami mezi osmé nejvyšší fotbalové soutěže v Česku. Je řízena Okresním fotbalovým svazem Trutnov. Hraje se každý rok od léta do jara se zimní přestávkou. Účastní se ji 14 týmů z okresu Trutnov, každý s každým hraje jednou na domácím hřišti a jednou na hřišti soupeře. Celkem se tedy hraje 26 kol. Vítězem se stává tým s nejvyšším počtem bodů v tabulce a postupuje do I.B třídy Královéhradeckého kraje - skupiny B. Celkový počet sestupujících je ovlivněn počtem sestupujících z I.B třídy Královéhradeckého kraje - skupiny B. Vždy sestupují minimálně dva poslední týmy do III. třídy okresu Trutnov. Do II. třídy vždy postupuje vítězný a druhý tým z III. třídy.

## Vítězové
| Ročník    | Vítězný tým         |
| --------- | ------------------- |
| 2003/2004 | TJ FC Lánov         |
| 2004/2005 | TJ Sokol Staré Buky |
| 2005/2006 | Tatran Hostinné     |
| 2006/2007 | Jiskra Libeč        |
| 2007/2008 | SK Janské Lázně     |
| 2008/2009 | Tatran Hostinné     |
| 2009/2010 | TJ Jiskra Kocbeře   |
| 2010/2011 | TJ Baník Žacléř     |
| 2011/2012 | Tatran Hostinné     |
| 2012/2013 | MFK Trutnov B       |
| 2013/2014 | TJ Jiskra Kocbeře   |
| 2014/2015 | TJ Sokol Staré Buky |
| 2015/2016 | FC Mladé Buky       |
| 2016/2017 | TJ Sokol Staré Buky |
| 2017/2018 | FC Vrchlabí B       |
| 2018/2019 |                     |